# William Henry Dean
William Henry „Billy” Dean (Manchester, 1887. február 6. – Withington, 1949. május 2.) olimpiai bajnok brit vízilabdázó.
Részt vett az 1920. évi nyári olimpiai játékokon vízilabdában és aranyérmet nyert.
Klub szinten is rendkívül sikeres volt. Többszörös angol bajnok.
Sikeres céget alapított Dean & Noble néven.